# 1735 ITA
1735 ITA este un asteroid din centura principală, descoperit pe 10 septembrie 1948, de Pelagheia Șain.